# Ilse Losa
Ilse Lieblich Losa (de soltera Ilse Lieblich, Melle-Buer, Osnabrück, Baja Sajonia, 20 de marzo de 1913-Oporto, 6 de enero de 2006) fue una escritora portuguesa de origen judío.

## Biografía
Era aborigen de una aldea cerca de Hannover en Alemania, hija de Arthur Lieblich (fallecido en 1930, hijo de Josef Lieblich, fallecido en 1921, y de su mujer Jenny, y hermano de Julius, Hedwig y de Willy Lieblich) y de su mujer Hedwig Hirsch (fallecida em 1936), frecuentó el liceo de Osnabrück y de Hildesheim y más tarde un instituto comercial en Hannover.
Amenazada por la Gestapo de ser enviada a un campo de concentración debido a su origen judaica, abandonó su país natal en 1930 con su madre y sus hermanos Ernst (nacido en junio de 1914) y Fritz. Se trasladó primero a Inglaterra donde tuvo sus primeros contactos con los jardines de infantes y los problemas de los niños. Volvió a Portugal en 1934, fijando domicilio en la ciudad de Oporto, donde se casó en 1935 con el arquitecto Arménio Taveira Losa, habiendo adquirido la nacionalidad portuguesa. Su hermano Fritz también se casó con una portuguesa, Florisa Estelita Gonçalves, de quien tuvo dos hijas, Sílvia Gonçalves Lieblich y Ângela Gonçalves Lieblich.
En 1943, nació su primera hija, Margarida Lieblich Losa (fallecida en enero de 1999), publicando su primer libro: "O mundo em que vivi" y desde entonces dedicó su vida a la traducción y la literatura infantojuvenil, habiendo sido galardonada en 1984 con el "Gran Premio Gulbenkian" para el conjunto de su obra dirigida a los infantes. Tuvo otra hija, Alexandra Lieblich Losa. En 1998, recibió el "Gran Premio de Crónica", de la "APE" (Associação Portuguesa de Escritores) debido a su obra À Flor do Tempo. Colaboró en diversos periódicos y revistas, alemanas y portugueses, está representada en varias antologías de autores portugueses y colaboró en la organización y traducción de antologías de obras portuguesas publicadas en Alemania. Así tradujo del alemán al portugués algunos de los más consagrados autores.
Losa fue muy reconocida en Portugal como autora de literatura infantil y juvenil y escribió desde relatos cortos a crónicas, dedicándose asimismo a la traducción al portugués de autores alemanes. Ilse Losa escribió fundamentalmente en portugués siendo una de los poco escritores que triunfaron en un idioma distinto a aquel con el que nacieron.
Según el profesor de lingüística Óscar Lopes: 

"sus libros son una odisea en el interior de una demanda infinita de patria, del lar celestial, que una experiencia vivida solo responde con una multiplicidad de mundos que tanto atraen o se repelen entre sí y todo lo que se repelen

## Algunas publicaciones

### Novelas
- O mundo em que vivi (1949)
- Histórias quase esquecidas (1950)
- Grades brancas (1951) 56 pp.
- Rio sem ponte (1952)
- Aqui havia uma casa (1955)
- Sob céus estranhos (1962) ISBN 972-42-2222-5, ISBN 978-972-42-2222-6 182 pp.
- Encontros no outono (1965)
- O barco afundado (1979)
- Um artista chamado Duque (1990)
- Caminhos sem destino (1991)
- Silka

### Literatura infantil
- Faísca conta a sua história (1949)
- A flor azul (1955)
- Na quinta das cerejeiras (1984)
- Estas searas (1984)
- A visita do padrinho (1989)
- Beatriz e o plátano (1976)
- O rei rique e outras histórias
- O Quadro Roubado

### Crónicas
- Ida e volta, à procura de Babbitt (1959)
- À flor do tempo (1997)

## Honores
- 9 de junio de 1995: Fue nombrada comendadora de la Orden del Infante Don Enrique.
- Cruz Federal del Mérito.[3]

### Premios
- 1982: premio de la Fundación Gulbenkian, por su libro Na Quinta das Cerejeiras.[2]
- 1984: Grand Premio Gulbenkian, por el conjunto de su obra
- 1989: Premio Maza de Oro de la Bienal Internacional de Bratislava, por su cuento Silka.[4]